# ضياء توتنجي
ضياء توتنجي(ولدت في 3 مايو 1960) هي لاعبة قوى أولمبية سورية. مثلت سوريا في دورة الألعاب الأولمبية الصيفية 1980 في موسكو.

## المشاركة الأولمبية

### الألعاب الأولمبية الصيفية 1980
كانت ضياء وهلا المغربي المرأتان الوحيدتان المشاركتان من سوريا في تلك البطولة من بين 67 مشاركاً في سوريا.

## روابط خارجية
- ضياء توتنجي على موقع أوليمبيديا (الإنجليزية)